# Ziekte van Behçet
De ziekte van Behçet  of oculo-urogenitaal syndroom is een chronische systemische auto-immuunvasculitis die zich voornamelijk kenmerkt door de aanwezigheid van orale aften.  Naast deze orale aften kunnen andere systemische afwijkingen optreden.

## Inleiding
Hulusi Behçet (1889-1948), een Turkse dermatoloog, heeft in 1936 drie patiënten met ulceraties in de mond en op de genitaliën en een hypopyonuveïtis beschreven. Deze klinische verschijnselen heeft hij de ziekte van Behçet genoemd.
Er is een opvallende geografische distributie van de ziekte. De prevalentie in Nederland ligt rond de 1:100.000. Langs de oude Zijderoute, die van Oost-Azië tot aan het Middellandse Zeegebied loopt, is de prevalentie het hoogst. In Turkije ligt de prevalentie op 80-300:100.000 en in Japan ligt de prevalentie op 10-15:100.000.
De ziekte komt meer bij mannen voor dan bij vrouwen, en de piekincidentie ligt tussen de 20 en 40 jaar.

## Etiologie
De precieze oorzaak van deze auto-immuunziekte is vooralsnog onbekend. Een abnormale reactie van het immuunsysteem op een mogelijke infectieuze component lijkt de ziekte te kunnen veroorzaken.
Verschillende mechanismen die bijdragen aan de ontwikkeling van de ziekte van Behçet zijn geïdentificeerd, zoals:
Kruisreacties op  bacteriële  antigenenbepaalde bacteriële antigenen lijken een rol te spelen bij het ontwikkelen van de ziekte van Behçet. Hieronder worden ook de ‘heat shock proteins’ geschaard, die de mens aanmaakt als reactie op stress. Een verhoogde spiegel van antilichamen tegen de  epitopen van  mycobacteriële heat shock proteïns, die lijken op  humane heat shock proteïns, worden bij patiënten met de ziekte van Behçet gezien. Verder lijkt er bewijs te zijn dat een kruisreactie met streptokokken een exacerbatie kan uitlokken.
Cellulaire afweerpatiënten met de ziekte van Behçet hebben abnormale subpopulaties van T-cellen en hebben een verhoogde  CD8:CD4-ratio.
 Neutrofiele granulocytenpatiënten met de ziekte van Behçet vertonen een verhoogde activiteit van neutrofiele granulocyten en een verhoogde adhesie van deze neutrofiele granulocyten aan het endotheel.
 Immuuncomplexen en auto-antilichamen cutane,  oculaire en  neurologische verschijnselen van deze ziekte worden geassocieerd met de aanwezigheid van immuuncomplexen in het  plasma. Verder worden er auto-antilichamen gevonden tegen de tunica mucosa oris (mondslijmvlieslaag) bij patiënten met de ziekte van Behçet. Auto-antilichamen tegen andere typen weefsel kunnen ook gevonden worden.
Cytokineser zijn worden verhoogde spiegels IL-4,  IL-10 en  IL-13 gevonden bij patiënten met de ziekte van Behçet.
Genetischde ziekte is multifactorieel, maar de aanwezigheid van een  eerstegraads familielid met de ziekte verhoogt de kans op het ontwikkelen van de ziekte van Behçet. In sporadische gevallen is het voorgekomen dat er meerdere gevallen in één familie voorkomen.
Verder wordt de ziekte van Behçet zwak geassocieerd met  HLA-B51 en HLA-B52 en  MHC klasse 1 gen A (MICA).

### Roken
Er zijn aanwijzingen dat stoppen met roken de symptomen kan verergeren of oproepen. Het was al bekend dat bepaalde ziektes onderdrukt of verminderd kunnen worden door het roken van sigaretten, en dat de kans op het ontwikkelen ervan lager wordt door het roken, zoals  wordt gezien bij colitis ulcerosa en de ziekte van Parkinson.

## Pathologie
Histologisch onderzoek toont een vasculitisbeeld. In de mucocutane laesies is infiltratie van lymfocyten te zien met necrose en ulceraties.
Klinische presentatie
De symptomen zijn variabel en kunnen wisselen in ernst. Mucocutane laesies zijn het voornaamste kenmerk van deze ziekte. Uveïtis, meningo-encefalitis en vasculitis zijn de meest gevaarlijke kenmerken van deze ziekte.
Mucocutane laesiesAfteuze ulceraties zijn meestal het eerste kenmerk van de ziekte. Deze laesies zijn niet te onderscheiden van de normale orale aften en genezen ook zonder littekens te geven. Genitale ulceraties komen bij mannen voornamelijk op het scrotum voor en bij vrouwen voornamelijk op de labia, vagina en cervix. Deze genezen met littekenvorming. Huidulceraties kunnen worden onderverdeeld in twee typen: op de onderste extremiteit komen voornamelijk erythema-nodosumachtige laesies voor die genezen met hyperpigmentatie. In een histologisch preparaat worden meer elementen gezien die worden geassocieerd met vasculitis dan bij erythema nodosum. De ziekte van Behçet kan zich ook presenteren met een oppervlakkige tromboflebitis, die nogal eens verward wordt met erythema nodosum. Het tweede type huidlaesie is een acne-achtige laesie.
Pathergische reactieEen pathergische reactie is een abnormale reactie van de huid op een klein trauma, zoals een prik met een naald. Binnen 24 – 48 uur wordt een papel of een pustel gevormd.
Oculaire symptomenChronische, terugkerende bilaterale uveïtis van zowel de voorste als achterste oogkamer kan voorkomen. Uveïtis van de voorste oogkamer met een hypopyon wordt gezien bij 20% van de mediterrane patiënten en heeft een slechte prognose. De oculaire symptomen kunnen leiden tot blindheid.
Musculoskeletale symptomenEen niet-deformerende, non-erosieve oligoartritis die meestal een aantal weken aanhoudt wordt gezien bij 50% van de patiënten. Vaak is er betrokkenheid van de knieën. Ook kan bij Behçet een myositis worden gezien.
Neurologische symptomenOngeveer 5% heeft neurologische symptomen. Vaak zijn dit piramidale, cerebellaire en sensorische stoornissen. Ook komen sfincterstoornissen en gedragsveranderingen voor. De hersenstam wordt het meest vaak aangetast bij de ziekte van Behçet.
Veneuze en arteriële laesiesEen vasculitis kan alle vaten aantasten. Een tromboflebitis in de benen en aneurysmata van de arteriae pulmonales komen het meest voor bij de ziekte van Behçet. Het laatste geeft een zeer slechte prognose aan.
Gastrointestinale betrokkenheidUlceraties in de mucosa, voornamelijk in het ileum en colon, kunnen koliekpijn en diarree geven. Verder perforeren de ulcera snel.
OverigEr zijn gevallen bekend van glomerulonefritis en amyloïdosis. Verder komt epididymitis voor.

## Klinische manifestaties van de ziekte van Behçet
- Orale ulcera 97 - 99%
- Genitale ulcera 85%
- Huidlaesies:
  - papulopustulair 85%
  - erythema nodosum 50%
  - pathergie 60%
- Uveïtis 50%
- Artritis 50%
- Subcutane tromboflebitis 25%
- Diepveneuze trombose 5%
- Arteriële occlusie / aneurysma 4%
- Neurologisch 15%
- Epididymitis 15%
- Gastrointestinaal 1 - 30%

## Diagnose
In 1990 zijn de volgende criteria ingesteld voor het stellen van de diagnose:
Patiënten moeten orale ulceratie hebben die ten minste drie keer is teruggekeerd in 12 maanden.
Verder ten minste twee van de volgende criteria:
1. Terugkerende genitale ulceraties.
2. Oculaire betrokkenheid: uveïtis in de voorste of achterste oogkamer.
3. Huidlaesies: erythema nodosum, pseudofollicilitis, papulopustulaire laesies of acneïforme laesie (bij postadolescente patiënten die geen corticisteroïden gebruiken)
4. Pathergische reactie, bevestigd door een arts.

Er bestaat geen pathognomonische diagnostische tests voor de ziekte van Behçet. De laboratoriumafwijkingen zijn aspecifiek.
Differentiaaldiagnose
Het stellen van de diagnose kan heel moeilijk zijn, omdat de symptomen aspecifiek zijn en bij veel andere aandoeningen kunnen passen. Hier worden de aandoeningen gegeven die bij de meest voorkomende symptomen kunnen passen:
Orale ulcera: herpes simplex, benigne afteuze ulcera, IBD (inflammatory bowel disease), systematische lupus erythematodes.
Vasculitis van de kleine vaten: systemische lupus erythematodes, IBD, andere vasculitiden, multipele sclerose, tuberculose, maligniteiten.

## Behandeling
Een behandeling voor de oorzaak van de ziekte van Behçet bestaat nog niet. Op dit moment berust behandeling dus op de symptomen.
- Azathioprine (Imuran®): wordt geassocieerd met minder oogproblemen. Ook nemen de orale en genitale ulcera en artritiden af.
- Chloorambucil (Leukeran®)7: deze chemotherapie wordt gebruikt om de oculaire, neurologische en vasculaire manifestaties van de ziekte van Behçet te verminderen. Echter, de bijwerkingen (onder andere infertiliteit) wegen vaak niet op tegen het gunstige effect.
- Colchicine: wordt gebruikt om de mucocutane laesies te verminderen. Studies tonen een wisselend effect aan.
- Cyclofosfamide (Endoxan®)7: kan gebruikt worden om de neurologische en vasculaire klachten te verminderen. Er is onvoldoende bewijs dat cyclofosfamide helpt tegen de oogontstekingen.
- Ciclosporine (Neoral®)7: is een krachtig immuunsuppressivum en heeft een smalle therapeutische index. Vaak wordt het gegeven in combinatie met steroïden.
- Interferon-alfa (diverse merknamen): een van oorsprong antiviraal middel, boekt goede resultaten bij de behandeling van de ziekte van Behçet. Een bijzondere rol is weggelegd voor interferon alfa 2a, dat nogal eens wordt gebruikt bij oogaandoeningen.
- TNF-alfa-remmers zoals Infliximab (Remicade®): incidenteel goede resultaten, vooral bij de oogaandoeningen, maar meer onderzoek over de werkzaamheid is noodzakelijk.

Bij de behandeling wordt vaak begonnen met corticosteroïden. Bij onvoldoende effect wordt dit uitgebreid met ciclosporine, cyclofosfamide en colchicine. Er is een beperkte rol weggelegd voor middelen als interferon alfa en anti TNF alfa.

## Beloop en prognose
De ziekte van Behçet komt vooral voor bij mannen tussen de twintig en veertig jaar. Het verloop van de ziekte gaat gepaard met exacerbaties en remissies. De mucocutane, articulaire en oculaire symptomen zijn in de eerste jaren het hevigst. Na ongeveer twintig jaar wordt de ziekte minder hevig.
De grootste morbiditeit en mortaliteit worden veroorzaakt door de neurologische, oculaire en vasculaire symptomen van de ziekte. Hierdoor kunnen bloedingen in de tractus digestivus, een vena cava superior en inferior syndroom en cerebrovasculaire afwijkingen ontstaan.
De oculaire en neurologische symptomen kunnen door middel van medicatie onderdrukt worden, maar zijn nooit geheel reversibel. Agressieve therapie is hiervoor ook aangewezen.
De prognose van de ziekte van Behçet is verbeterd in de afgelopen jaren. Dit komt vooral door nieuwe en betere medicamenteuze therapie. Vooral aneurysmata van de arteriae pulmonales gaan gepaard met een zeer slechte prognose.